# 科馬斯區 (康塞普西翁省)
科馬斯區（西班牙語：Distrito de Comas），是秘魯的一個區，位於該國中部胡寧大區的康塞普西翁省，面積825.29平方公里，海拔高度3,335米，2005年人口7,952，人口密度每平方公里9.6人。